# Epepeotes integripennis
Epepeotes integripennis är en skalbaggsart som beskrevs av Stefan von Breuning 1940. Epepeotes integripennis ingår i släktet Epepeotes och familjen långhorningar. Inga underarter finns listade i Catalogue of Life.